# رابطة الاتحادات الرياضية الدولية للألعاب الأولمبية الصيفية
رابطة الاتحادات الرياضية الدولية للألعاب الأولمبية الصيفية (اسويف) (بالإنجليزية: Association of Summer Olympic International Federations)‏ واختصارها (ASOIF)، هي رابطة غير ربحية تتكون من الاتحادات الرياضية الدولية التي تتنافس في الألعاب الأولمبية الصيفية. يقع مقرها الرئيسي في لوزان، سويسرا، وهي نفس المدينة التي يقع فيها المقر الرئيسي للجنة الأولمبية الدولية (IOC).

## مجلس ASOIF
يتألف المجلس من رئيس وستة أعضاء، كلهم من اتحادات مختلفة. يتم انتخاب أحد الأعضاء الستة لمنصب نائب الرئيس. يتم انتخاب الرئيس وجميع الأعضاء لمدة أربع سنوات. يتم ترشيح المدير التنفيذي من قبل المجلس بناء على اقتراح الرئيس كمنصب تنفيذي. المدير التنفيذي هو أيضا عضو في المجلس، ولكن بدون حق التصويت.
| تعيين           | اسم                  | دولة                                  | الاتحاد الرياضي                                 |
| --------------- | -------------------- | ------------------------------------- | ----------------------------------------------- |
| رئيس            | فرانشيسكو ريتشي بيتي | إيطاليا</img> إيطاليا                 | الاتحاد الدولي للتنس (الرئيس الفخري مدى الحياة) |
| نائب الرئيس     | أوغور إردنر          | تركيا</img> تركيا                     | الاتحاد العالمي للرماية                         |
| أعضاء المجلس    | سيباستيان كو         | المملكة المتحدة</img> المملكة المتحدة | ألعاب القوى العالمية                            |
| أعضاء المجلس    | انجمار دي فوس        | بلجيكا</img> بلجيكا                   | الاتحاد الدولي للفروسية                         |
| أعضاء المجلس    | ماريسول كاسادو       | إسبانيا</img> إسبانيا                 | الاتحاد الدولي للترياتلون                       |
| أعضاء المجلس    | موريناري واتانابي    | اليابان</img> اليابان                 | الاتحاد الدولي للجمباز                          |
| أعضاء المجلس    | نيناد لالوفيتش       | صربيا</img> صربيا                     | يونايتد وورلد ريسلنغ                            |
| المدير التنفيذي | أندرو رايان          | المملكة المتحدة</img> المملكة المتحدة |                                                 |

## أعضاء
هناك 33 عضوًا في ASOIF: 

## تاريخ
في 30 مايو 1983، قرر 21 اتحادًا دوليًا ينظم الرياضة المدرجة في ذلك الوقت في برنامج الألعاب الأولمبية الصيفية لعام 1984 تشكيل الرابطة.
تم تشكيل الرابطة، كما هو مذكور في المادة الأولى من دستورها للتنسيق والدفاع عن المصالح المشتركة لأعضائها ولضمان التعاون الوثيق بين أعضائها وأعضاء الحركة الأولمبية والمنظمات الأخرى. تم تحديد هذه الاحتياجات من أجل الحفاظ على وحدة الحركة الأولمبية مع الحفاظ على «سلطة واستقلال واستقلالية الاتحادات الدولية الأعضاء».
يجتمع أعضاء ASOIF مرة واحدة في السنة في جمعية عمومية. عادة ما تسبق الجمعية العامة الاجتماع المشترك بين المجلس التنفيذي للجنة الأولمبية الدولية والاتحادات الدولية حيث يتم مناقشة العديد من الموضوعات من أجل المصالح المشتركة للحركة الأولمبية.
في عام 2015، اقترحت اللجنة المنظمة لدورة الألعاب الأولمبية طوكيو 2020 خمس رياضات جديدة استجابة للمرونة الجديدة التي توفرها الأجندة الأولمبية 2020، وهي خارطة الطريق الاستراتيجية للجنة الأولمبية الدولية لمستقبل الحركة الأولمبية. تمنح الأجندة الأولمبية 2020 المدن المضيفة خيار اقتراح رياضات وأحداث جديدة لإدراجها في نسختها من الألعاب. ستتم إضافة الكاراتيه والتزلج والتسلق الرياضي وركوب الأمواج والبيسبول / الكرة اللينة إلى البرنامج الأولمبي في طوكيو 2020. عدل ASOIF نظامه الأساسي لتمكين IFs «التي تحكم الرياضة المدرجة في برنامج الأحداث لنسخة محددة من الألعاب الأولمبية الصيفية» لتصبح «أعضاء منتسبين».
تتم إدارة ASOIF من قبل هيئة تنفيذية، المجلس، الذي يتكون من سبعة أعضاء فرديين، معظمهم من رؤساء الاتحادات الصيفية الأولمبية الدولية.
تقع الأمانة العامة لـ ASOIF في لوزان ويديرها المدير التنفيذي لـ ASOIF.
- اللجنة الأولمبية الدولية (IOC)
- اتحاد الاتحادات الدولية للرياضات الشتوية الأولمبية (AIOWF)
- اتحاد الاتحادات الرياضية الدولية المعترف بها من اللجنة الأولمبية الدولية (ARISF)
- سبورت أكورد

## روابط خارجية
- موقع ASOIF الإلكتروني
- ASOIF في موقع IOC